# استاد همه چی دون
استاد همه چی دون نام برنامه‌ای عروسکی است که توسط گروه کودک و نوجوان شبکه دو سیما تهیه شده‌است. در این برنامه به تهیه‌کنندگی و کارگردانی کیهان شادور، عروسکی به نام «استاد همه چی دون» به همراه «پیمان» مجری برنامه به پرسش‌هایی که از طرف بچه‌ها برای برنامه رسیده‌است، پاسخ می دهد. «پیمان» در هر برنامه ابتدا در استودیو پاکت نامه‌ای را باز می‌کند و پرسش برنامه را مطرح می‌کند، سپس «استاد همه چی دون» و «پیمان»، به وسیله دستگاهی که استاد اختراع کرده‌است به مکان مرتبط با پرسش برنامه سفر می‌کنند تا پاسخ پرسش را در همان مکان ارائه دهند. به گفتهٔ سازندگان، از ویژگی‌های این برنامه می‌توان به شخصیت «استاد همه چی دون» اشاره کرد که شخصیتی است دانشمند و دارای مدارک تحصیلی متعدد در رشته‌های گوناگون، اما طنز برنامه در ابعاد مختلف و گاه متضاد شخصیتی اوست که گاهی رفتاری عجیب و غیرمنتظره از او سر می‌زند. ویژگی دیگر برنامه را می‌توان طیف متنوع و گوناگون سوالات عنوان کرد که البته «استاد همه چی دون» قادر است به همه آن‌ها پاسخی علمی و با زبان ساده ارئه دهد.